# Italien ved sommer-OL 2016
Italien deltog under Sommer-OL 2016 i Rio de Janeiro som blev arrangeret i perioden 5. august til 21. august 2012. 

## Medaljer
| 2016 Rio de Janeiro | Guld | Sølv | Bronze | Total |
| Italien             | 8    | 12   | 8      | 28    |

### Medaljevinderne
| Oleg Antonov       |  | Filippo Lanza     |  |  |
| Emanuele Birarelli |  | Matteo Piano      |  |  |
| Simone Buti        |  | Salvatore Rossini |  |  |
| Massimo Colaci     |  | Pasquale Sottile  |  |  |
| Simone Giannelli   |  | Luca Vettori      |  |  |
| Osmany Juantorena  |  | Ivan Zaytsev      |  |  |

| Giulia Gorlero    |  | Roberta Bianconi     |  |  |
| Chiara Tabani     |  | Giulia Enrica Emmolo |  |  |
| Arianna Garibotti |  | Francesca Pomeri     |  |  |
| Elisa Queirolo    |  | Aleksandra Cotti     |  |  |
| Federica Radicchi |  | Teresa Frassinetti   |  |  |
| Rosaria Aiello    |  | Laura Teani          |  |  |
| Tania Di Mario    |  |                      |  |  |

| Stefano Tempesti    |  | Valentino Gallo      |  |  |
| Francesco Di Fulvio |  | Christian Presciutti |  |  |
| Niccolò Gitto       |  | Nicholas Presciutti  |  |  |
| Pietro Figlioli     |  | Matteo Aicardi       |  |  |
| Alessandro Velotto  |  | Alessandro Nora      |  |  |
| Michael Bodegas     |  | Marco Del Lungo      |  |  |
| Andrea Fondelli     |  |                      |  |  |

## Svømning

### Resultater
| Dato      | Disciplin       | H/D    | Udøver                                                              | Indledende heat | Indledende heat | Semifinale          | Semifinale          | Finale              | Finale              |
| Dato      | Disciplin       | H/D    | Udøver                                                              | Tid             | Placering       | Tid                 | Placering           | Tid                 | Placering           |
| --------- | --------------- | ------ | ------------------------------------------------------------------- | --------------- | --------------- | ------------------- | ------------------- | ------------------- | ------------------- |
| 6. august | 400 m IM        | Herrer | Luca Marin                                                          | 4:17,88         | 16              | N/A                 | N/A                 | ude af konkurrencen | ude af konkurrencen |
| 6. august | 400 m IM        | Herrer | Federico Turrini                                                    | 4:18,39         | 20              | N/A                 | N/A                 | ude af konkurrencen | ude af konkurrencen |
| 6. august | 100 m butterfly | Damer  | Ilaria Bianchi                                                      | 58,48           | 20              | ude af konkurrencen | ude af konkurrencen | ude af konkurrencen | ude af konkurrencen |
| 6. august | 400 m fri       | Herrer | Gabriele Detti                                                      | 3:43,94         | 3 Q             | N/A                 | N/A                 | 3:43,49             | Bronze              |
| 6. august | 400 m IM        | Damer  | Sara Franceschi                                                     | 4:48,48         | 30              | N/A                 | N/A                 | ude af konkurrencen | ude af konkurrencen |
| 6. august | 400 m IM        | Damer  | Luisa Trombetti                                                     | 4:45,52         | 26              | N/A                 | N/A                 | ude af konkurrencen | ude af konkurrencen |
| 6. august | 100 m bryst     | Herrer | Andrea Toniato                                                      | 1:00,45         | 22              | ude af konkurrencen | ude af konkurrencen | ude af konkurrencen | ude af konkurrencen |
| 6. august | 4x100 m fri     | Damer  | Erika Ferraioli Silvia di Pietro Aglaia Pezzato Federica Pellegrini | 3:35,90         | 4 Q             | N/A                 | N/A                 | 3:36,78             | 6                   |